# Thomas Lyle Williams
Thomas Lyle Williams Sr (19 tháng 1 năm 1896 – 26 tháng 9 năm 1976) là một doanh nhân người Mỹ. Ông là người sáng lập mỹ phẩm Maybelline.

## Tuổi thơ và gia đình

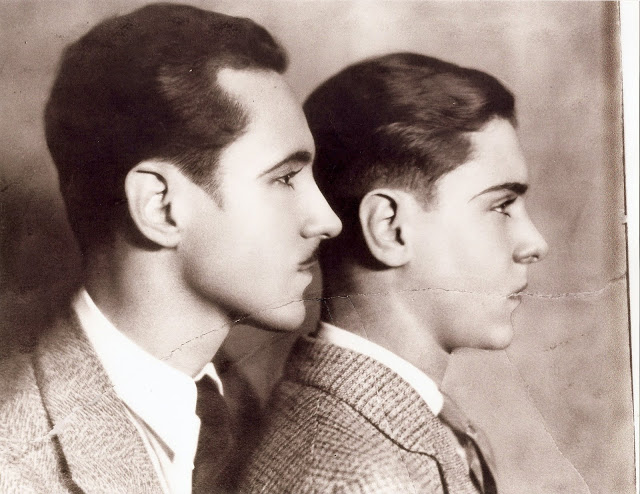
Thomas Lyle Williams Sr và con trai 14 tuổi của ông, Thomas Lyle Williams Jr., năm 1926

Thomas Lyle Williams được sinh ra ở Morganfield, Kentucky, vào năm 1896 với Thomas "TJ" Jefferson và Susan Williams. Năm 1912, ông kết hôn với Bennie Gibbs, người mà ông có một con trai, Thomas Lyle Williams Jr (1912–1978), người sẽ trở thành Đối tác chung tại Williams Investments và Chủ tịch tại Maybelline Co, Chicago. Tuy nhiên, cuộc hôn nhân không kéo dài và sau khi nó bị hủy bỏ, Williams chuyển đến Chicago và gặp Emery Cạo (15 tháng 9 năm 1903 – 22 tháng 10 năm 1964), người đang làm việc bán thời gian trong quảng cáo khi học văn học tại Đại học Chicago.

## Sự nghiệp
Ở Chicago, Williams lần đầu tiên đến làm việc cho Montgomery Ward, một công ty in một danh mục đặt hàng qua thư được thành lập vào năm 1872. Sau Montgomery Ward, ông đã mở công việc kinh doanh đặt hàng qua thư của riêng mình.
Năm 1915, Williams, khi đó 19 tuổi, nhìn thấy chị gái Mabel sử dụng hỗn hợp tự chế từ thạch dầu mỏ, bụi than và nút chai bị cháy để làm tối lông mi, đã có ý tưởng tạo ra một sản phẩm thương mại để tăng cường cho mắt. Nỗ lực của chính anh ta không thành công nhưng sau đó anh ta ủy quyền cho một nhà sản xuất thuốc và sản phẩm tạo ra là thứ anh ta có thể bán: Lash-Brow.
Năm 1917, Williams bắt đầu sản xuất chất làm đẹp lông mày và lông mi bánh, gọi sản phẩm là Maybelline, lấy cảm hứng từ chị gái Mabel. Maybelline là mascara đầu tiên được sản xuất tại Mỹ. Năm 1929, Williams đã mở rộng sản xuất sang phấn mắt và bút chì lông mày.
Sau Thế chiến II Maybelline trở thành một liên doanh quốc tế. Williams chuyển đến California với người bạn đời của mình, Emery Bleach. Họ đã mua nhà của Rudolph Valentino ở Hollywood Hills. Shaver và Williams chịu trách nhiệm quảng cáo cho công ty, và đặc biệt, Shaver đã ký hợp đồng với các ngôi sao điện ảnh thời đó để quảng bá các sản phẩm của Maybelline. Trụ sở của Maybelline vẫn ở Chicago. Khi Shaver qua đời vào năm 1964, Williams đã bị ảnh hưởng sâu sắc bởi sự mất mát. Ông đã bán doanh nghiệp vào năm 1968. Năm 2001, Maybelline trở thành "Maybelline New York".

## Qua đời
Williams đã qua đời ở Los Angeles, California vào năm 1976. Ông được chôn cất cùng nhau tại Nghĩa trang Forest Lawn, Glendale, tại Columbarium of Memories.